# Anaulacomera dama
Anaulacomera dama är en insektsart som beskrevs av Rehn, J.A.G. 1913. Anaulacomera dama ingår i släktet Anaulacomera och familjen vårtbitare. Inga underarter finns listade i Catalogue of Life.